# Funzione di luminosità (astronomia)
In astronomia, la funzione di luminosità fornisce il numero di stelle o galassie con un determinato intervallo di luminosità. Funzioni di luminosità sono usate per studiare le proprietà di grandi gruppi o classi di oggetti, come stelle di ammassi stellari o galassie del Gruppo Locale.

## Funzione di luminosità di Schechter
La funzione di luminosità di Schechter dà la densità di spazio delle galassie all'interno di una determinata luminosità. La formula della funzione è:
{\displaystyle n(x)\ \mathrm {d} x=\phi ^{*}x^{a}\mathrm {e} ^{-x}\mathrm {d} x,}
dove {\displaystyle x=L/L^{*}}, e {\displaystyle L^{*}} è una luminosità galattica caratteristica dove la funzione smette di funzionare. Il parametro {\displaystyle \,\!\phi ^{*}} ha unità di densità di numero e fornisce la normalizzazione. La funzione di luminosità galattica può avere differenti parametri in base alla popolazione stellare e all'ambiente, non è una funzione universale. Una misura del campo di galassie è {\displaystyle a=-0.7,\ \phi ^{*}=0.02h^{3}\mathrm {Mpc} ^{-3}}.

## Funzione di luminosità delle nane bianche
La funzione di luminosità delle nane bianche permette di ottenere il numero di nane bianche con una determinata luminosità. Dato che è determinata dal tasso di formazione e raffreddamento di queste stelle, è di interesse per le informazioni che fornisce riguardo alla fisica delle nane bianche in raffreddamento e all'età e la storia della Via Lattea.